# Rubén Douglas
Rubén Enrique Douglas (Altadena, 30 ottobre 1979 – Costa Rica, 12 aprile 2024) è stato un cestista statunitense naturalizzato panamense.
Alto 1,93 m per 90 kg di peso, giocò nel corso della sua carriera nel ruolo di guardia

## Biografia

### Carriera

#### College
A livello universitario trascorse l'annata 1998-1999 presso l'Università dell'Arizona, dove però rimase solo un anno prima di cambiare ateneo complice anche l'arrivo di Gilbert Arenas nello stesso ruolo. Rimase così fermo per la stagione 1999-2000 come da regolamento, per poi approdare all'Università del Nuovo Messico a partire dall'anno seguente. Durante il suo ultimo anno universitario, Douglas fu il giocatore con la più alta media punti di tutta la NCAA Division I 2002-2003 con 28,0 a partita e venne votato come giocatore dell'anno della Mountain West Conference, oltre a diventare il quinto miglior realizzatore nella storia dell'istituto. Nonostante ciò, non fu chiamato al Draft NBA 2003.

#### In Europa
La sua carriera professionistica iniziò così in Grecia, al Paniōnios, con cui ebbe una stagione da 20,0 punti di media e venne selezionato per l'All-Star Game nazionale.
Nel luglio 2004 venne ufficializzato il suo passaggio alla Fortitudo Bologna. Dopo una regular season da 13,0 punti in 26,2 minuti di media, Douglas chiuse i play-off con 13,2 punti in 29,5 minuti finendo però per entrare nella storia del club bolognese e non solo: il 16 giugno 2005, allo scadere di gara 4 delle finali sul campo dell'Olimpia Milano, fu proprio una sua tripla forzata sulla sirena (convalidata solo dopo un'analisi all'instant replay introdotto proprio quell'anno) a fissare il punteggio sul definitivo 65-67 e a consegnare ai biancoblù il loro secondo scudetto.
Nell'estate 2005 Douglas accettò la ricca offerta da parte dei russi della Dinamo Mosca, con cui conquistò la ULEB Cup 2005-2006 battendo in finale i greci dell'Aris Salonicco per 73-60 in una partita in cui fu proprio lui ad aggiudicarsi il titolo di MVP.
Iniziò poi a giocare in Spagna, ingaggiato dal Pamesa Valencia nel luglio 2006. Qui restò per circa due anni e mezzo, durante i quali collezionò 119 presenze. Douglas venne infatti confermato sia al termine del suo primo anno con i valenciani (annata 2006-2007 in cui viaggiò a 13,6 punti di media tra regular season e play-off) che al termine del suo secondo anno, il 2007-2008, in cui la sua media punti aumentò a 16,5 a gara. Nelle prime giornate del campionato 2008-2009 vennero esonerati sia il capo allenatore Fōtīs Katsikarīs che il direttore sportivo Johnny Rogers, entrambi presenti nelle due annate precedenti. Nel febbraio 2009 ad essere tagliato fu invece Douglas, le cui prestazioni vennero criticate dal nuovo tecnico Neven Spahija e dal presidente Juan Roig.
Approdò così alla Virtus Roma nel febbraio 2009, nello stesso mese in cui lasciò gli spagnoli. Nei pochi mesi trascorsi con i capitolini segnò 7,2 punti tra regular season e play-off nei 19,8 minuti a gara concessigli da coach Nando Gentile.
Nel febbraio 2010 tornò in Spagna, chiamato dal Cajasol Siviglia per sostituire Maurice Ager. Giocò 16 partite di cui 4 da titolare, chiudendo la stagione con 6,7 punti di media in circa 15 minuti di utilizzo a partita.
La sua ultima parentesi da giocatore fu una breve apparizione nella seconda serie turca, con quattro partite giocate con l'Uşak Üniversitesi Belediyespor nel gennaio 2012.

### Morte

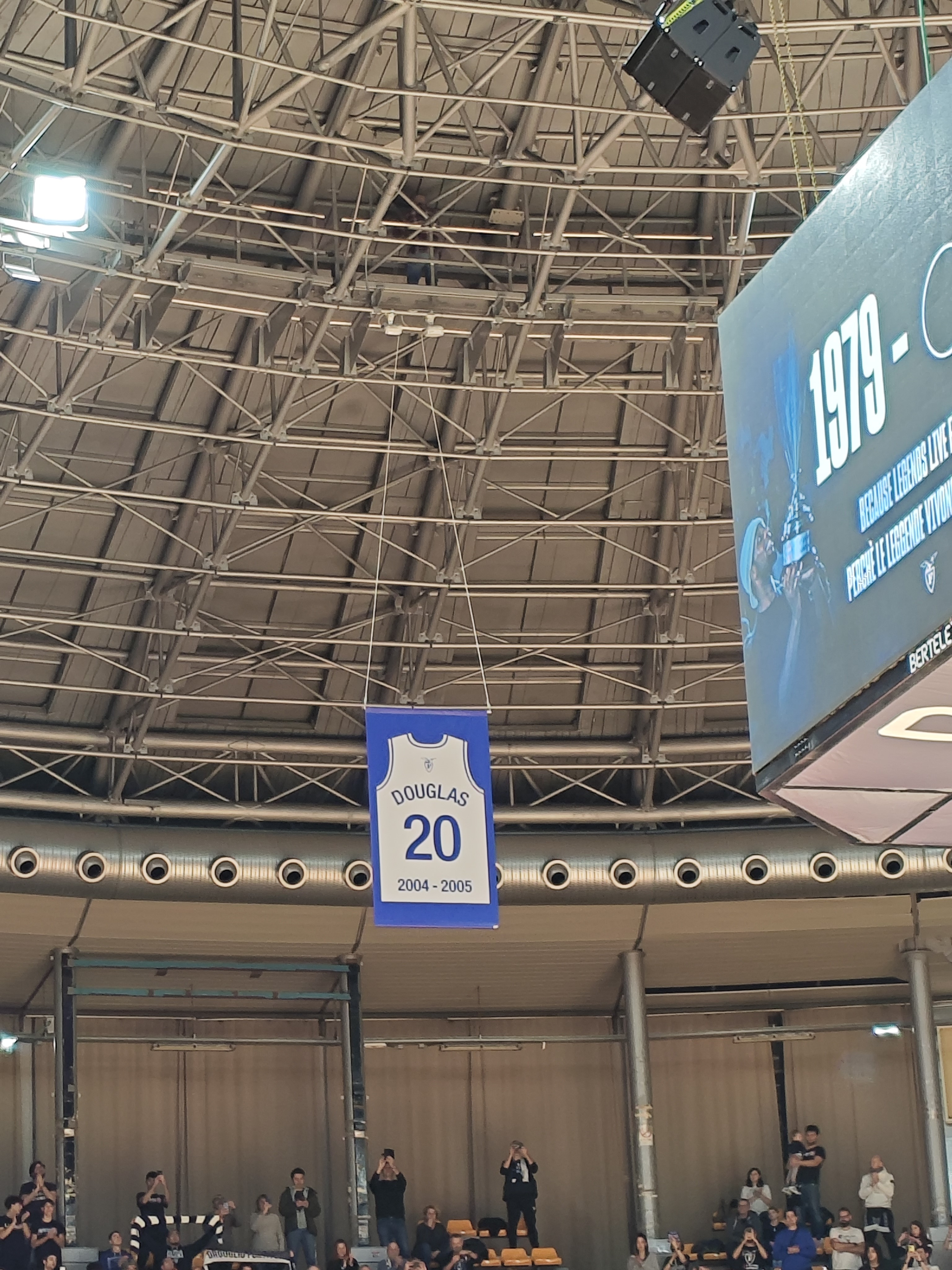

Morì il 12 aprile 2024 all'età di 44 anni a seguito di un improvviso problema di salute. A pochi giorni di distanza dalla notizia, la Fortitudo ritirò per sempre la sua maglia numero 20. La cerimonia avvenne in data 19 gennaio 2025 al PalaDozza.

## Palmarès

### Squadra
- Campionato italiano: 1

Fortitudo Bologna: 2004-05
- ULEB Cup: 1

Dinamo Mosca: 2005-06

### Individuale
- MVP finals ULEB Cup: 1

Dinamo Mosca: 2005-06